# 林尼厄斯 (緬因州)
林尼厄斯（英語：Linneus）是一個位於美國緬因州阿魯斯圖克縣的市鎮。

## 人口
根據2020年美國人口普查的數據，林尼厄斯的面積為117.77平方千米，當中陸地面積為114.63平方千米，而水域面積為3.14平方千米。當地共有人口947人，而人口密度為每平方千米8人。